# Halophila beccarii
Halophila beccarii là một loài thực vật có hoa trong họ Hydrocharitaceae. Loài này được Asch. mô tả khoa học đầu tiên năm 1871.